# Konin
Konin es un distrito (powiat) y una ciudad del voivodato de Gran Polonia (Polonia). Entre 1975 y 1998 fue la capital del voivodato de Konin y, tras la abolición de este el 1 de enero de 1999, es la sede administrativa del distrito del mismo nombre, aunque no forme parte de él. En 2011, según el Oficina Central de Estadística polaca, Konin tenía una superficie de 82,2 km² y una población de 79 212 habitantes.

## Hermanamientos
Konin está hermanada con las siguientes localidades:
- Akmene ( Lituania)
- Chernivtsi ( Ucrania)
- Dobele ( Letonia)
- Hénin-Beaumont ( Francia)
- Herne ( Alemania)
- Joniskis ( Lituania)
- Karlovo ( Bulgaria)
- Santa Susana ( España)
- Sundsvall ( Suecia)
- Ungheni ( Moldavia)
- Valašské Meziříčí ( Chequia)
- Wakefield ( Inglaterra,  Reino Unido)